# Paradisus-Paradoxum
（拉丁语意为“矛盾的乐园”）是日本乐队MYTH & ROID的第四张单曲，于2016年8月24日由Media Factory发行。同名歌曲是2016年4月开始播放的电视动画《Re:从零开始的异世界生活》第一季的第二首片头曲。B面曲是该动画第14话的插曲。这两首歌曲都收录在MYTH & ROID首张专辑中，該專輯于2017年4月26日发行。

## 收录曲

### 〈〉
這是首電子、室內流行歌曲。作為MYTH&ROID首支動畫片头曲，它有著乐队特征的强烈曲调，与前作〈STYX HELIX〉一样具有漂浮感。歌曲每分鐘201拍。
歌曲的主题是“绝望”或“侵蚀”。这是因为故事对主人公来说是残酷的。同时，这也与故事中主人公菜月昴为了改变命运，不惜利用黑色力量也要继续前进的愿望不谋而合。后一个主题在矛盾的歌词“阴云遮蔽彩虹”（虹に黒を差し）中得到了表现，这也与歌曲的标题和封面设计有关。主唱Mayu评价有“不像是片头曲的緊張感”。此外，在采访中被问及歌曲的亮点时，他回答道，“甜而柔软的部分，与险恶、疯狂的部分混合在一起，各种各样的东西被浓缩在一起的A旋律”。
是动画第14话《名为绝望的疾病》（絶望という病）的插曲。由于该插曲在最后一幕使用，所以实际上是特殊片尾曲。虽然歌曲重视节奏感和循环感，但是因为在残酷的场面中被使用，所以使用保加利亚的声音使之有民间音乐的氛围，但使用夹杂着杂音的重低音和加工声来唤起险恶的感觉。

## 销售成绩
歌曲發行首周，登上Oricon每周排行榜第24位，並在榜8周。而在《日本告示牌》，本曲在2016年8月31日公布的日本百强单曲榜上排名第12位，同时在日本熱門動畫金曲榜上排名第5位，日本Top Singles Sales上排名第23位。
在mora“2016年度下载量排行榜”中，本单曲获得动画歌曲部门排行榜第23位。

## 曲目列表
| 曲序     | 曲目                                | 时长  |
| -------- | ----------------------------------- | ----- |
| 1.       | Paradisus-Paradoxum                 | 3:53  |
| 2.       | theater D                           | 3:42  |
| 3.       | Paradisus-Paradoxum（instrumental） | 3:52  |
| 4.       | theater D（instrumental）           | 3:40  |
| 总时长： | 总时长：                            | 15:07 |

## 商业合作
作为与《Re:从零开始的异世界生活》合作的一部分，2019年11月20日音乐游戏《BanG Dream! 少女樂團派對》追加收录了由Roselia声优组合的湊友希那（声优：相羽亚衣奈）翻唱的歌曲。